# هری بلافونته
هرولد جورج «هری» بلافونته، جونیور (به انگلیسی: Harry Belafonte) (۱ مارس ۱۹۲۷ – ۲۵ آوریل ۲۰۲۳)، موسیقی‌دان، بازیگر، خواننده و فعال اجتماعی آمریکایی بود.
وی یکی از موفق‌ترین خوانندگان موسیقی پاپ در تمام طول تاریخ موزیک ایالات متحده محسوب می‌شود. به او به خاطر حضور موفقش در مستند رویاهای کالیپسو، که به محبوبیت و موفقیت سبک موسیقی کارائیب و جذب مخاطبان جهانی و بین‌المللی در دهه ۱۹۵۰ منجر گردید، لقب «پادشاه کالیپسو» داده شد. لقبی که او چندان تمایلی به پذیرش آن نداشت.
بلافونته آهنگ قایق موز را همراه با شعری با امضای خودش، با عنوان «روز- اُ» (انگلیسی: Day-O)، اجرا کرد. وی در طول زندگی حرفه‌ای اش، پیوسته مدافع حقوق مدنی و قضایای انسانی بوده‌است و در دوران ریاست جمهوری جورج دابلیو بوش، از خوانندگان منتقد سیاست‌های دولت وی محسوب می‌شد. او همچنین به عنوان بازیگر نیز فعال بوده‌است.
از ترانه‌های او، که در آلبوم Belafonte at Carnegie Hall مربوط به سال ۱۹۵۹ ضبط شده‌است، ترانه عبری، موسوم به هاوا ناگیلا است.

## بخشی از فیلم‌شناسی
- کارمن جونز (۱۹۵۴)
- جهان، جسد و شیطان (۱۹۵۹)
- به فردا امیدی نیست (۱۹۵۹)

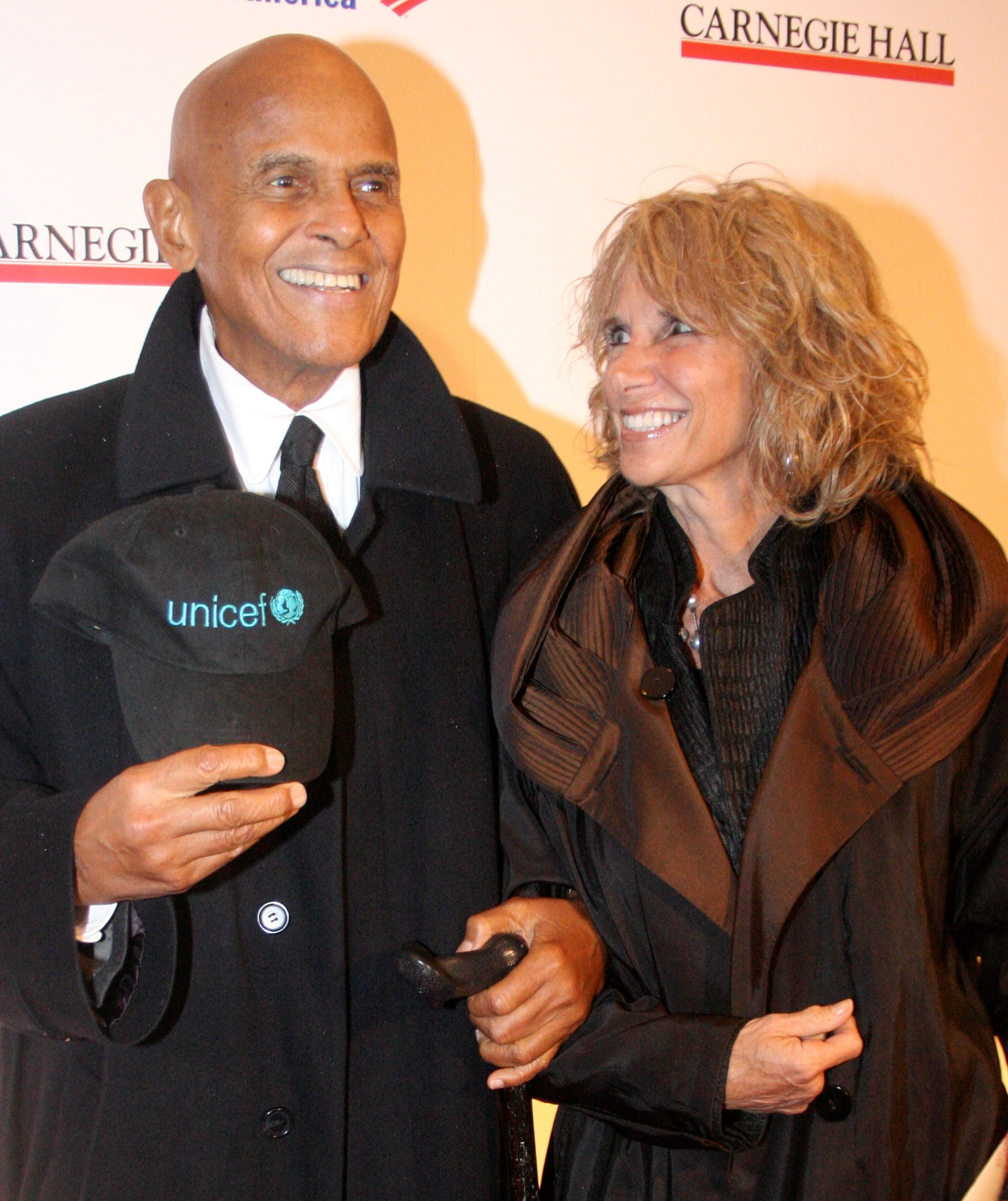
بلافونته به همراه همسرش پاملا در آوریل ۲۰۱۱

- کینگ: مستند… از مونتگمری تا ممفیس (۱۹۷۰) (مستند) (راوی)
- بازیگر (۱۹۹۲)
- آماده پوشیدن (۱۹۹۴)
- مسئولیت انسان سفید (۱۹۹۵)
- کانزاس سیتی (۱۹۹۶)
- سرزمین خانگی (۲۰۰۹) (مستند)